# طاقدیس (کتاب)
دیوان مثنویات طاقدیس اثر شعری خواندنی و جذابی از ملااحمد نراقی متوفای۱۲۴۶ق است.

## محتوا
این دیوان شعری شامل قصص و داستانهای عرفانی و اخلاقی و تربیتی و به سبک مثنوی مولوی است.

## چاپ
طاقدیس بارها در ایران به چاپ سنگی یا حروفی چاپ شده. همچنین حسن نراقی به وسیله انتشارات امیر کبیر تهران و علی افراسیابی توسط انتشارات نهاوندی قم آن را منتشر کرده‌اند.

## بخش های کتاب
- مناجات و راز و نیاز با پروردگار
- معرفی دین اسلام در قالب شعر
- آوردن تمثیلات و حکایات
- آوردن اشعار نغز و زیبا در وصف حادثه کربلا
- آوردن آیات و روایات به صورت شعر
- اشاره به برخی نکات آموزنده[۲]

## نمونه اشعار
| ای خدا این خانه را خود ساختی |  | خود در و دیوار آن پرداختی    |
| این کجا باشد روا ای ذوالمنن  |  | خانه یزدان مقام اهرمن        |
| یک نظر در کار این ویرانه کن  |  | دشمن خود را برون زین خانه کن |
| دشمن اندر خانه مپسندد کسی    |  | خانه را ویرانه بینندد کسی    |
| خاصه صاحبخانه ای چون تو جلیل |  | هر جلیلی با جلیل تو ذلیل     |
| خانه هر کس ز تو آباد شد      |  | خانه خود را ببین بر باد شد   |